# Mikomya coryli
Mikomya coryli är en tvåvingeart som först beskrevs av Jean-Jacques Kieffer 1901.  Mikomya coryli ingår i släktet Mikomya och familjen gallmyggor. Inga underarter finns listade i Catalogue of Life.